# Nu sur fond rouge
Nu sur fond rouge est un tableau peint par Pablo Picasso en 1906. 
Cette huile sur toile représente une femme nue sur un fond rouge. Partie de la collection Jean Walter et Paul Guillaume, elle est conservée au musée de l'Orangerie, à Paris.

## Expositions
- Apollinaire, le regard du poète, musée de l'Orangerie, Paris, 2016 — n°131.